# Musca vetustissima
Espèce
Musca vetustissima est une espèce de mouche vivant en Australie.
Elle est étroitement apparentée à Musca sorbens. Les adultes sont attirés par les grands mammifères pour se nourrir de leurs liquides et pondre dans leurs matières fécales. Une étude a montré qu'il y avait un faible taux de survie des œufs et des larves dans les fèces des bovins en raison de la rareté des pluies. L'étude a également montré que les parasites et les prédateurs provoquaient un faible taux de survie. Selon une étude, la mouche peut transmettre des bactéries pathogènes. Elle peut propager des agents pathogènes comme Salmonella et Shigella. Un mélange standard qui contenant de petites quantités de triméthylamine et d'indole, mélangé à de grandes quantités de sulfate d'ammonium et de la farine d'anchois attire la mouche. Un piège orienté par le vent a été utilisé pour la capture de cette espèce. Si les femelles n'obtiennent pas suffisamment de protéines alimentaires, la maturation de leurs œufs s'arrête. La mouche aime à ramper sur les visages humains ainsi que sur la face des animaux.

## Synonymes
- Ebenia fieldi Rainbow, 1897
- Ebenia nigricruris Rainbow, 1897
- Musca angustifrons Thomson, 1869
- Musca prisca Walker, 1849
- Musca pumila Macquart, 1848